# Minit Records
Minit Records was een Amerikaans onafhankelijk platenlabel, oorspronkelijk gevestigd in New Orleans en opgericht in 1959 door Joe Banashak en Larry McKinley. Artiesten uit de beginjaren van het label waren Ernie K-Doe, Aaron Neville, Irma Thomas en Benny Spellman. Latere artiesten waren onder meer Bobby Womack en Ike and Tina Turner. Instant Records was een paralellabel met een andere distributeur.

## Geschiedenis
Joe Banashak gaf leiding aan de distributiemaatschappij A1 Record Distributors, Larry McKinley was programmadirecteur van radiostation WMRY. Zij begonnen Minit Records met een startkapitaal van ieder 250 doller.Via A1 waren zij verzekerd van een distributiekanaal, via WRMY van airplay. Hun beoogde producer was Harold Battiste, maar als gevolg van diens overbezette agenda was het uiteindelijk Allen Toussaint, die verantwoordelijk werd voor hun releases.
Allen Toussaint schreef, produceerde, arrangeerde en speelde piano op een aantal nummers, zoals op hun eerste hit "Ooh Poo Pah Doo" van Jessie Hill in 1960. Beide kanten van de single hadden succes, de A-kant "Part I" werd een Mardi Grasklassieker, "Part II" was een piano-sax instrumental. Na een distributieovereenkomst te hebben gesloten met Imperial Records, bracht het label zijn grootste hit uit, "Mother-in Law" van Ernie K-Doe (in samenzang met Benny Spellman), dat in 1961 de top van de Billboard Hot 100 en de R&B singleschart bereikte. Eind 1961 werd "It Will Stand" uitgebracht door de 'Showmen', een eerbetoon aan de rock-'n-roll, dat slechts nummer 61 bereikte in de nationale hitlijsten, maar sindsdien een soort van standaard werd.
Joe Banashak was niet tevreden met de distributiedeal met Imperial en richtte daarom Instant Records op, De distributie werd verzorgd door Atlantic Records. Het label werd eerst Valiant Records genoemd, maar toen  "I Like It Like That" van Chris Kenner werd uitgebracht bleek er onder die naam al een label te bestaan. Een snelle naamswijziging werd noodzakelijk, en werd daarom als woordspeling "Instant Records". 
Toen Allen Toussaint in 1963 werd opgeroepen voor het leger, bleef verder succes uit en werd het label verkocht aan Imperial. Instant Records bleef in bezit van Banashak. Larry McKinley werd als gevolg vand de "payola-affaire gedwongen zijn aandelen te verkopen. Minit werd in 1963 overgenomen door Liberty Records als onderdeel van de overname van Imperial Records. In 1968 werd Liberty gekocht door Transamerica Corporation en gecombineerd met United Artists Records. Bescheiden successen uit die periode waren er voor Bobby Womack ("Fly Me to the Moon" en "California Dreamin'" uit 1968 en "How I Miss You Baby" uit 1969) en Ike & Tina Turner ("Come Together" uit 1970).
In 1970 werden Imperial en Minit gesloten en de catalogus verhuisd naar Liberty. In 1971 werden Liberty en de overige labels (behalve Soul City, waarvan de catalogus werd verkocht aan Bell Records) opgenomen in United Artists. In 1979 kocht EMI United Artists. De Minit-catalogus is momenteel eigendom van UMG, de opvolger van de vorige eigenaar EMI.  